# Бессарабское дворянское депутатское собрание
Бессарабское дворянское депутатское собрание — дворянское собрание в сначала в Бессарабской области, потом в Бессарабской губернии, существовавший в 1822—1917 годах.

## История
Бессарабское дворянское собрание представляло собой орган дворянского самоуправления, появившийся в Бессарабии после присоединения её к Российской империи в 1812 году. В 1818 году был принят «Устав образования Бессарабской области», согласно которому местные бояре были приравнены в правах к русским дворянам. На них распространилось действие таких документов, как «Учреждение для управления губерниями» 1775 года и «Жалованная грамота дворянству» 1785 года, которые законодательно определили порядок функционирования дворянских собраний. Таким образом, бессарабское дворянство получило право созывать дворянское собрание для выбора сначала областного, а позже губернского предводителя дворянства, а также для обсуждения и защиты своих сословных прав.
Выборы в дворянское собрание проводились в Кишинёве раз в три года с разрешения губернатора. Быть избранными и участвовать в деятельности собрания имели право дворяне, достигшие возраста 22 лет и имевшие в собственности не менее 300 десятин земли. Первые выборы в Бессарабское собрание были проведены в 1821 году. Тогда было избрано шесть депутатов и областной предводитель дворянства. Открытие собрания состоялось 12 августа 1822 года.
В функции Бессарабского дворянского собрания входили запись дворян в родословную книгу дворянства, организация выборов в уездные депутатские собрания, обсуждение предложенных царским правительством вопросов социально-экономической политики, учреждение дворянских опек и т. д. Дворянское собрание и предводитель дворянства оказывали значительное влияние на администрацию Кишинёва и всей Бессарабии. В Кишинёве также существовало уездное дворянское собрание, ведавшее делами дворянства уезда. Заседания проводились в здании дворянского собрания на Александровской улице (ныне проспект Штефана чел Маре). В зале дворянского собрания устраивались также спектакли местных любительских театральных групп. Здание не сохранилось до наших дней.
Бессарабское дворянское депутатское собрание было распущено после Февральской революции 1917 года.